# Johann Cobenzl (Diplomat)

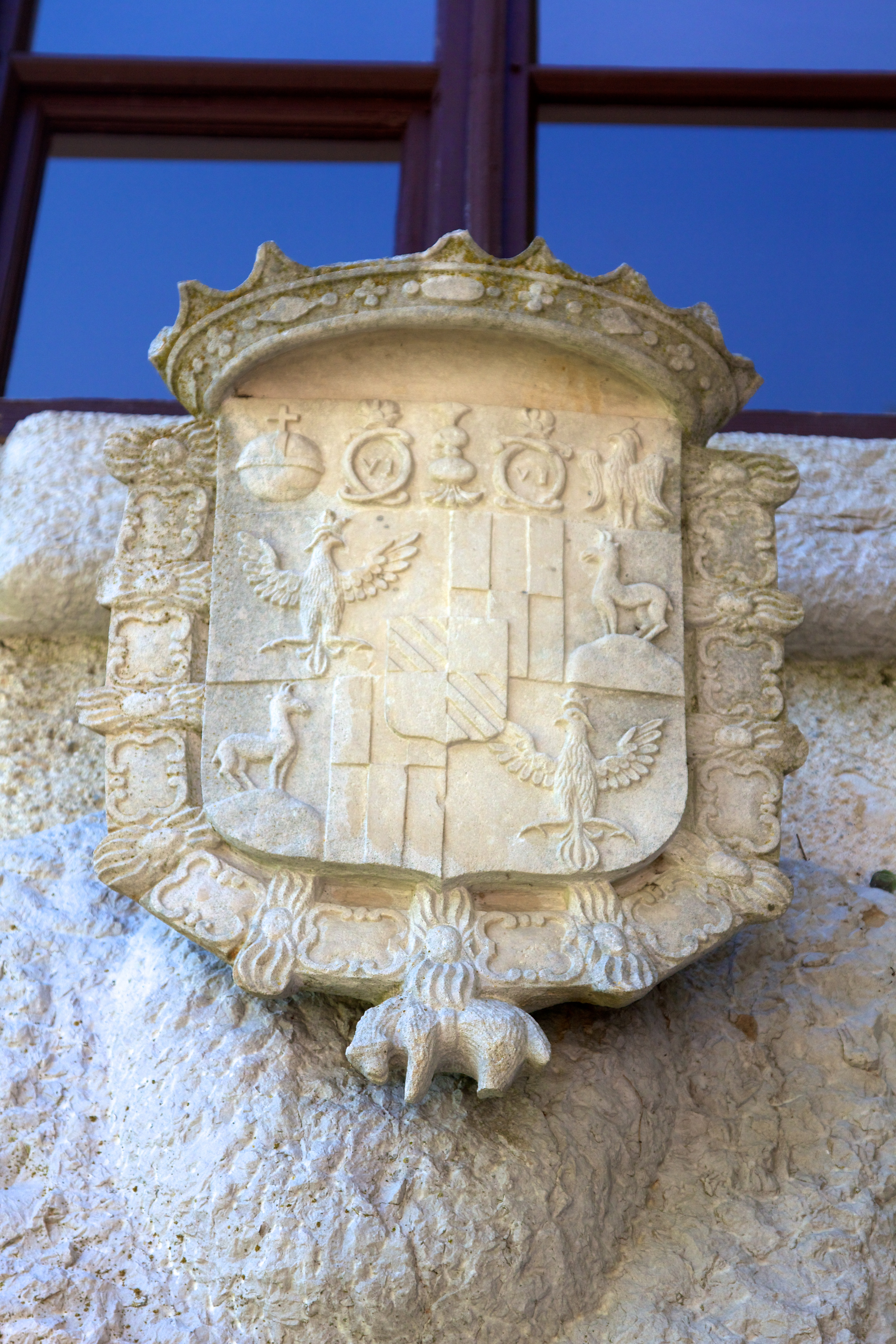
Das Wappen Cobenzls an der Höhlenburg Predjama

Johann „Hans“ Cobenzl, auch Giovanni Cobenzl, Kobenzl von Prossegg, seit 1564 erbländischer Freiherr, seit 1588 Reichsfreiherr (* um 1530 in Štanjel; † 16. August 1594 in Regensburg) war Diplomat im Auftrage der Habsburger, Innerösterreichischer Beamter, zuletzt Landeshauptmann der Krain und als Vertrauter des Kaisers Landcomtur des Deutschen Ordens. Er verfasste den in seiner Zeit sehr erfolgreichen Reisebericht über Russland, der „Relatione delle cose di Moscovia“.

## Leben
Johann Cobenzl war der Sohn von Christoph Cobenzl zu Prossegg und Anna Burggräfin von Lueg (heute Höhlenburg Predjama). Nach dem Besuch der Lateinschule in Laibach arbeitete er in der Kanzlei des Bischofs von Laibach, wurde dann Kastner der bischöflichen Herrschaft Oberburg (heute Gornji Grad), dann Administrator von Stift Millstatt in Kärnten. Von 1548 bis 1552 studierte er in Wien und anschließend in Bologna. In den ersten Monaten des Jahres 1554 besuchte er das Collegium Germanicum in Rom und nahm 1558 in der kaiserlichen Kanzlei seinen Dienst als Chef der österreichischen Kanzlei auf. Johann war von 1571 bis 1573 kaiserlicher Gesandter in Rom, von 1575 bis 1576 und nochmals 1581 Gesandter Maximilian II. und Rudolf II. in Moskau beim Zaren Iwan IV. (der Schreckliche).
Nach 1581 war Johann von Cobenzl dann Minister bei verschiedenen Reichskreisen und am Reichstag und unterzeichnete 1584 und 1594 als vom Kaiser bevollmächtigter Minister die Reichsabschiede. Johann Cobenzl war kaiserl. Rat und geheimer Rat, oberster Hofkanzler und von 1576 bis 1591 Kammerpräsident (Vorsitzender der Erzherzöglichen Kammer) von Erzherzog Karl II. Ebenso war er Hauptmann zu Triest und Gradisca und 1592–1593 Landeshauptmann der Krain.
Auf Wunsch des Kaisers wurde Johann Cobenzl 1566 in den Deutschen Orden aufgenommen und Landcomtur zu Laibach, dann zu Graz und Wiener Neustadt. Von 1577 bis 1590 war er Komtur der Commende Leech in Graz. Ebenso war er Prior des Deutschen Ordens in Brixen und Koadjutor der Ballei Österreich. Er war der Vertrauensmann der Habsburger im Deutschen Orden.
Laut Wißgrill wurde Johann und sein Bruder Ulrich von Kaiser Ferdinand I. am 16. Juli 1564 als Freiherren von Prossegg zu Lueg, Leittenburg und Mossau in den Herrenstand aufgenommen. Johann Kobenzl von Prossegg wurde am 30. August 1588 in Prag von Rudolf II. als Freiherr zu Lueg, Mossau und Leittenburg Reichsfreiherrnstand erhoben. 1570 ließ er die von seiner Mutter ererbte Burg Lueg neu errichten.
Er starb am 16. August 1594 auf dem Reichstag von Regensburg (nach anderen Angaben 1598).

## Werk als Schriftsteller
Berühmt wurde Cobenzl vor allem durch seinen Reisebericht „Relatione delle cose di Moscovia“, den er von seiner diplomatischen Reise nach Russland im Jahre 1575/76 anfertigte und der in zahlreichen Manuskripten und mehreren Sprachen überliefert ist. 1589 wurde die „Relatione“ unter dem falschen Autorennamen Filippo Prenestain als Teil des „Tesoro politico“ abgedruckt, einer in seiner Zeit populären Sammlung von diplomatischen Dokumenten, Verträgen und Berichten. Cobenzl war im Jahre 1575 im Auftrag von Kaiser Maximilian II. als Leiter einer diplomatischen Delegation nach Moskau gereist, um mit dem Zaren über die Nachfolgefrage des polnischen Königs Sigismund II. August zu verhandeln, nachdem Heinrich III. König von Frankreich geworden war.